# Anaxagorea
Anaxagorea A. St.-Hil. – rodzaj roślin z rodziny flaszowcowatych (Annonaceae Juss.). Według The Plant List w obrębie tego rodzaju znajduje się co najmniej 25 gatunków o nazwach zweryfikowanych i zaakceptowanych, podczas gdy jeden takson ma status gatunku niepewnego (niezweryfikowanego). Występuje naturalnie w klimacie równikowym obu Ameryk oraz w Azji od Sri Lanki aż po Indonezję i Filipiny. Gatunkiem typowym jest A. prinoides (Dunal) A.St.-Hil. ex A.DC.

## Morfologia
PokrójZimozielone drzewa lub krzewy.
LiścieSą naprzemianległe, pojedyncze. Liść jest całobrzegi.
KwiatyPromieniste, obupłciowe, zebrane są w kwiatostanch na szczytach pędów lub naprzeciwlegle do liścia, rzadziej są pojedyncze lub zebrane w pęczkach. Działki kielicha są 3, zrośnięte u podstawy. Mają 6 płatków, rozłożonych w dwóch okółkach. Pręciki są liczne, wewnętrzne czasami są prątniczkami. Zalążnia górna z kilkoma słupkami.
OwoceZłożone są z licznych mieszków osadzonych na długich trzonach. Zawierają jedno lub dwa nasiona bez żadnej osłonki.

## Systematyka
Pozycja według APweb (aktualizowany system APG III z 2009)Rodzaj wraz z całą rodziną flaszowcowatych w ramach rzędu magnoliowców wchodzi w skład jednej ze starszych linii rozwojowych okrytonasiennych określanych jako klad magnoliowych.
Lista gatunków
- Anaxagorea acuminata (Dunal) A.St.-Hil. ex A.DC.
- Anaxagorea allenii R.E.Fr.
- Anaxagorea angustifolia Timmerman
- Anaxagorea borneensis (Becc.) J.Sinclair
- Anaxagorea brachycarpa R.E.Fr.
- Anaxagorea brevipedicellata Timmerman
- Anaxagorea brevipes Benth.
- Anaxagorea crassipetala Hemsl.
- Anaxagorea dolichocarpa Sprague & Sandwith
- Anaxagorea floribunda Timmerman
- Anaxagorea gigantophylla R.E.Fr.
- Anaxagorea guatemalensis Standl.
- Anaxagorea inundata P.E.Berry & R.B.Mill.
- Anaxagorea javanica Blume
- Anaxagorea luzonensis A.Gray
- Anaxagorea macrantha R.E.Fr.
- Anaxagorea manausensis Timmerman
- Anaxagorea pachypetala (Diels) R.E.Fr.
- Anaxagorea panamensis Standl.
- Anaxagorea petiolata R.E.Fr.
- Anaxagorea phaeocarpa Mart.
- Anaxagorea prinoides (Dunal) A.St.-Hil. ex A.DC.
- Anaxagorea rheophytica Maas & Westra
- Anaxagorea rufa Timmerman
- Anaxagorea silvatica R.E.Fr.

## Biologia i ekologia
Gatunek A. rheophytica jest jedyną rośliną reofityczną w Amazonii.